# Gyalóka
Gyalóka – niewielka wieś i gmina w północno-zachodniej części Węgier, w pobliżu miasta Sopron.
Miejscowość leży na obszarze Małej Niziny Węgierskiej, w pobliżu granicy austriackiej. Administracyjnie należy do powiatu Sopron-Fertőd, wchodzącego w skład komitatu Győr-Moson-Sopron.
Gmina Gyalóka liczy 73 mieszkańców (2009) i zajmuje obszar 3,93 km².
We wsi znajduje się zabytkowy, barokowy kościół rzymskokatolicki pw. św. Jana Chrzciciela.